# Давыд Константинович (князь галицкий)
Давы́д Константи́нович — второй удельный князь Галицко-Дмитровского княжества. 

## Биография
Сын Константина Ярославича, первого князя Галицко-Дмитровского княжества. Внук великого князя Владимирского Ярослава Всеволодовича.
После смерти Константина Ярославича в 1255 году ему достались Галич и Дмитров. Давыд был последним известным князем Галицко-Дмитровского княжества.
С 1276 года был женат на старшей дочери князя Ярославского Фёдора Ростиславича Чëрного.
Умер в 1280 году. В летописях об этом сообщается — умер «князь Давыдъ Костянтиновичь, внукъ Ярославль, Галичскыи и Дмитровьскыи».
В 1280 князем Галича стал его брат Василий Константинович.
Владел ли после Давыда вместе Дмитровом и Галичем ещё кто-то доподлинно не известно. В 1330-х годах княжество распалось на 2 части. Собственно Галицкое княжество досталось Фёдору Давыдовичу (?-до 1335), а Дмитровское княжество — Борису Давыдовичу (?-1334).